# Тунцзян (Бачжун)
Тунцзя́н (кит. упр. 通江, пиньинь Tōngjiāng) — уезд городского округа Бачжун провинции Сычуань (КНР).

## История
При империи Лян эти земли входили в состав уезда Шинин (始宁县). При империи Северная Вэй был образован уезд Фуян (符阳县), а при империи Западная Вэй из уезда Шинин были выделены уезды Жошуй (诺水县) и Байши (白石县).
При империи Суй в 583 году уезд Жошуй был присоединён к уезду Шинин.
При империи Тан в 620 году из уезда Шинин был опять выделен уезд Жошуй, а на части земель уездов Шинин и Гуйжэнь (归仁县) был образован уезд Гуанна (广纳县). В 624 году уезд Жошуй был опять присоединён к уезду Шинин, но в 625 году выделен вновь. В 735 году был образован уезд Тайпин (太平县). В 742 году уезд Жошуй был переименован в Тунцзян, а уезд Тайпин — в Дунба (东巴县).
При империи Сун в 966 году уезд Дунба был присоединён к уезду Тунцзян, а в 967 году к уезду Тунцзян был присоединён уезд Гуанна. В 1072 году к уезду Тунцзян были присоединены уезды Фуян и Байши. В конце династии Сун уезд Тунцзян был разделён на уезды Шантунцзян (上通江县) и Сятунцзян (下通江县).
При империи Юань в 1283 году уезды Шантунцзян и Сятунцзян были присоединены к уезду Цзэнкоу (曾口县). В 1344 году уезд Тунцзян был выделен вновь.
В 1920—1930-х годах эти земли оказались в составе Сычуань-Шэньсийского советского района, и на территории уезда Тунцзян были образованы уезды Чибэй (赤北县), Чицзян (赤江县) и Хунцзян (红江县), а также особые районы Гуцаоба (苦草坝特别区) и Хункоу (洪口特别区). В 1935 году гоминьдановские власти восстановили уезд Тунцзян.
В 1950 году эти земли вошли в состав Специального района Дасянь (达县专区). В 1970 году специальный район Дасянь был переименован в Округ Дасянь (达县地区). В 1993 году постановлением Госсовета КНР округ Дасянь был переименован в округ Дачуань (达川地区), и при этом из него был выделен округ Бачжун (巴中地区), в состав которого вошли уезды Тунцзян, Наньцзян, Бачжун и Пинчан.
В 2000 году постановлением Госсовета КНР округ Бачжун был преобразован в городской округ.

## Административное деление
Уезд Тунцзян делится на 14 посёлков и 35 волостей.